# جينيفر هيل (ممثلة)
جينيفر هيل هي ممثلة كندية، ولدت في 31 ديسمبر 1978 بتورونتو في كندا.

## وصلات خارجية
- جينيفر هيل على موقع IMDb (الإنجليزية)
- جينيفر هيل على موقع قاعدة بيانات الفيلم (الإنجليزية)